# Campeonato Mundial de Corta-Mato de 1981
O 9º Campeonato Mundial de Corta-Mato foi realizado em 28 de Março de 1981 em Madri, Espanha. Houve um total de 457 atletas participantes de 39 países.

## Resultados

### Corrida Longa Masculina

#### Individual
| Medalha | Atleta          | País           | Tempo     |
| Ouro    | Craig Virgin    | Estados Unidos | 35:05 min |
| Prata   | Mohamed Kedir   | Etiópia        | 35:07 min |
| Bronze  | Fernando Mamede | Portugal       | 35:09 min |

#### Equipas
| Medalha | Selecção | Marca   |
| Ouro    | Etiópia · Mohamed Kedir (2º) · Girma Berhanu (7º) · Dereje Nedi (13º) · Kebede Balcha (14º) · Miruts Yifter (15º) · Eshetu Tura (30º)       | 81 pts  |
| Prata   | Estados Unidos · Craig Virgin (1º) · Thom Hunt (8º) · Mark Nenow (17º) · Bill Donakowski (18º) · Bruce Bickford (19º) · George Malley (51º) | 114 pts |
| Bronze  | Quênia · Jackson Ruto (22º) · Peter Koech (24º) · Alfred Nyasani (25º) · Sammy Mogene (36º) · Wilson Musonik (56º) · Some Muge (57º)        | 220 pts |

### Corrida Júnior Masculina

#### Individual
| Medalha | Atleta            | País            | Tempo     |
| Ouroa   | Mohammed Chouri   | Tunísia         | 22:04 min |
| Prata   | Yevgeniy Zherebin | União Soviética | 22:06 min |
| Bronze  | Keith Brantly     | Estados Unidos  | 22:07 min |

#### Equipas
| Medalha | Selecção       | Marca  |
| Ouro    | Estados Unidos | 23 pts |
| Prata   | Inglaterra     | 61 pts |
| Bronze  | Canadá         | 66 pts |

### Corrida Longa Feminina

#### Individual
| Medalha | Atleta          | País            | Tempo     |
| Ouro    | Grete Waitz     | Noruega         | 14:07 min |
| Prata   | Jan Merrill     | Estados Unidos  | 14:22 min |
| Bronze  | Yelena Sipatova | União Soviética | 14:22 min |

#### Equipas
| Medalha | Selecção | Marca  |
| Ouro    | União Soviética · Yelena Sipatova (3ª) · Tatyana Sychova (5ª) · Svetlana Ulmasova (7ª) · Tatyana Pozdnyakova (9ª) | 24 pts |
| Prata   | Estados Unidos · Jan Merrill (2ª) · Betty Springs (6ª) · Julie Shea (13ª) · Mary Shea (15ª)                       | 36 pts |
| Bronze  | Itália · Agnese Possamai (4ª) · Cristina Tomasini (23ª) · Silvana Cruciata (29ª) · Alba Milana (33ª)              | 89 pts |